# 泉州之战 (946年)
泉州之战是946年割据福州的威武军李仁达政权和泉州自治势力之间发生的一场战役。
闽天德三年（后晋開運二年，南唐保大三年，945年），南唐攻灭闽国；但此时南唐仅控制建州，闽地其余四州表面上臣服南唐，事实上保持自治。后晋开运三年（南唐保大四年，946年）三月，泉州刺史王继勋写信给威武军节度使李仁达（时称李弘义），愿两相修好。李仁达认为泉州原隶属于威武军，故而对王继勋在信中使用平等的称呼的行为非常愤怒。四月（946年4月5日－5月3日），李仁达派遣弟弟李弘通率兵1万讨伐泉州。当福州兵抵达泉州城郊时，泉州都指挥使留从效以刺史王继勋赏罚不公，士兵不肯卖力作战为由，将王继勋废黜，自称漳泉二州留后，代理军府事务。随后，留从效率军出城抗敌，大败李弘通率领的福州军。战后，留从效向南唐朝廷上表报捷，南唐元宗李璟任命留从效为泉州刺史，将王继勋召到金陵，并派遣将领率军到泉州戍守。